# Vicky Latta
Pour les articles homonymes, voir Latta.
Victoria Jane "Vicky" Latta, née le 10 juin 1951 à Auckland, est une cavalière de concours complet néo-zélandaise.
Elle est médaillée d'argent par équipe aux Jeux olympiques d'été de 1992 et médaillée de bronze par équipe aux Jeux olympiques d'été de 1996.